# Yusuf Khalil
Yusuf Khalil (+ 1440/1441) fou un amir turcomongol al servei de Xah Rukh i després d'Iskandar. Era fill de Hasan Jandar que era nebot del fidel personal de Tamerlà Khetai Bahadur. El pare dirigia un tuman que va passar al fill a la seva mort (però el seu lloc al amir-i diwan no fou cobert després de la revolta de 1408)
Va servir a la part final del regnat de Tamerlà com a daruga de Yadz, però comença a aparèixer regularment i en posicions importants amb Xah Rukh. El setembre del 1406 va codirigir l'ala esquerra de l'exèrcit imperial a la batalla d'Astarabad al Gurgan, juntament amb Jahan Malik (amb el qual estava emparentat) i el príncep Muhammad Umar ibn Miran Xah. El 6 de maig de 1408 va participar en la conjura dirigida per Jahan Malik, en la qual van entrar també el seu pare Hasan Jandar, Saadet ibn Timurtaix i un germà; Bahlul ibn Baba Timur, Sultan Baiazet ibn Osman i l'amir Nemek. Derotats els rebels per Midrab Bahadur, Hasan Jandar i Yusuf Khalil van poder fugir i arribar a Esfahan pel desert de Tabas i foren acollits per Rustem al seu ilak o campament d'estiu a Kendeman (a la pròpia Esfahan hi havia una epidèmia de pesta). El 1409 Iskandar va prendre el poder i va ocupar Yadz que si li oposava i va nomenar a Yusuf Khalil com a governador. El 1410 Iskandar, una vegada consolidat al poder a Siraz (Fars) va planejar la conquesta d'Esfahan, on va enviar a dos amirs: Abd al-Samad i Sadik. Van reconstruir la fortalesa de Warseneh i la van posar en estat de defensa. Rustem, assabentat, va anar a assetjar la plaça que considerava seva. Iskandar va enviar aleshores com reforços a l'amir Yusuf Khalil i a l'amir Tulek. Rustem va marxar contra aquests generals, que com tenien molt poques forces no van presentar batalla i es van refugiar a la fortalesa de Destjerd. Baykara acabava d'arribar a l'Iraq Ajamita (Hamadan, Nihawand…) i junt amb el seu germà Rustem van decidir assetjar Destjerd, però de sobte Iskandar va avançar molt ràpid fins Esfahan que va quedar assetjada i finalment fou ocupada.
El 1414 Iskandar va enviar als amirs Yusuf Khalil, Jelban Xah Barles, Abd Allah Perwanji i Saad Allah, a assetjar Sawah. El governant local Nasr Allah Sahrai va demanar ajut a Xah Rukh que va enviar deu mil cavallers manats pels amirs Hasan Sufi Tarkhan, Said Ali Tarkhan, Dawlat Khoja Irak i Txeharxenbeh. Els amirs d'Iskandar van decidir no enfrontar a les tropes imperials i com que no es refiaven de Yusuf Khalil que havia participat en la rebel·lió de Jahan Malik i després havia fugit a Siraz esdevenint finalment un amir proper d'Iskandar, el van detenir i empresonar i es van unir als amirs del emperador. Quan Xah Rukh ho va saber es va alegrar d'obtenir una victòria sense sang. Yusuf Khalil fou alliberat i va passar al servei de Xah Rukh, al servei del qual va participar en diverses campanyes, es especial a les dues de l'Azerbaidjan de 1420, 1429 i 1434/1435.
Va morir junt amb un germà lluitant contra els uzbeks al Mazanderan (any 844 = 1440/1441) i la seva mort fou elogiada com heroica.